# Pegomya lucidae
Pegomya lucidae este o specie de muște din genul Pegomya, familia Anthomyiidae, descrisă de Verner Michelsen în anul 1987.
Este endemică în Ungaria. Conform Catalogue of Life specia Pegomya lucidae nu are subspecii cunoscute.